# 도요나카정 (오사카부)
도요나카정(일본어: 豊中町)은 일본 오사카부 도요노군에 설치되었던 정이다. 현재의 도요나카시에 해당한다.